# Gira Truenotierra
Gira Truenotierra es el segundo EP, primer EP en DVD de la banda argentina de hard rock La Renga.
Fue entregado de regalo junto a la entrada del concierto del 17 de noviembre de 2007 en el Autódromo de Ciudad de Buenos Aires.

## Canciones
Las canciones "Palabras estorbantes", "La boca del lobo", "Viva Pappo" y "Ruta 40" fueron grabadas en vivo los días 23 y 24 de junio de 2007 en el Estadio Único Ciudad de La Plata.
"Neuronas abrazadas" incluye imágenes del resto de la gira Truenotierra anterior a la producción del DVD. La música en la grabada para el Truenotierra.

## Portada
En colores rojos y negros que hacen recordar a la caja del CD del álbum Truenotierra, se aprecia un dibujo de un primerísimo primer plano de un lobo en la parte superior, dibujo que ilustra a la canción "En la boca del lobo".
En la parte media el dibujo de las puertas de entrada del autódromo de Buenos Aires.
En la parte inferior, una ruta va desde el ángulo inferior derecho hasta el centro y del lado izquierdo, un cartel anuncia la ruta nacional 40, ilustrando la canción "Ruta 40".
Sobre la ruta, el logo La ReNGa en plateado.

## Lista de canciones
- Todos las canciones pertenecen a Gustavo F. "Chizzo" Napoli.

| N.º | Título                 | Duración |  |
| 1.  | «Palabras estorbantes» | 5:52     |  |
| 2.  | «La boca del Lobo»     | 3:37     |  |
| 3.  | «Viva Pappo»           | 3:01     |  |
| 4.  | «Ruta 40»              | 3:41     |  |
| 5.  | «Neuronas abrazadas»   | 7:57     |  |